# Ясновидство
Ясновидството (от ясно + виждам, калка от френски clairvoyance, clair, означаващо „ясно“ и voyance – „зрение“) е паранормално явление описвано като способността да се получат сведения за личност, обект или физическо събитие чрез средства, различни от сетивата, образ на екстрасензорна перцепция.
Човек, който има способности на ясновидство, се нарича ясновидец („който вижда ясно“).